# 베트남-캄보디아 전쟁
베트남-캄보디아 전쟁 또는 캄보디아 분쟁은 냉전의 지정학적 상황에서 벌어진 베트남 사회주의 공화국과 민주 캄푸치아 사이의 무력 충돌이다. 전쟁은 1975년부터 1977년까지 베트남과 캄보디아 내륙 국경 지역의 국지적인 충돌로 시작하여, 때로는 사단 규모 군사적 충돌로 발전했다. 1978년 12월 25일, 베트남은 캄보디아로의 전면적인 침공을 단행하여, 크메르 루주(캄보디아 공산당) 정권을 퇴출시키고, 캄보디아 국토의 대부분을 점령했다.
베트남 전쟁  중, 베트남 공산당과 크메르 루주는 모두 국내의 친미 정권에 대항하기 위해 연합을 형성했다. 그러나 베트남과의 공동 투쟁을 과시하고 있었음에도 불구하고, 크메르 루주 지도부는 베트남 공산당이 그 지역에서 우세한 군사력으로 인도차이나 연방을 형성하려고 계획하고 있다는 것을 두려워하고 있었다. 우세한 상태에 있는 베트남의 계획을 저지하기 위해 1975년 론놀 정권이 항복했을 때, 크메르루주 지도부는 베트남에서 훈련한 동지를 숙청하기 시작했다. 이어 1975년 5월 크메르루주에 지배된 신생 민주 캄보디아는 베트남에 대한 전쟁을 시작하여, 먼저 베트남 푸꾸옥섬을 공격했다. 양국 간의 전투가 벌어졌지만, 재통일한 베트남 지도부와 캄보디아 지도부는 1976년 겉으로는 양국의 강력한 관계를 강조하는 외교를 전개했다. 그러나 그 뒤에서, 캄보디아 지도부는 여전히 베트남의 팽창주의를 두려워했다. 그런 가운데 1977년 4월 30일 캄보디아는 베트남에 대한 다른 대규모 군사 공격을 개시했다. 캄보디아의 공격에 충격을 받고, 베트남은 캄보디아 정부를 협상 테이블로 끌어내려는 목적으로 1977년 말에 보복 공격을 시작했다. 1978년 1월 베트남 군은 그 정치적 목적을 달성하지 못했기 때문에 철수를 했다.
중국이 양국의 평화 협상 중재에 나선 가운데, 1978년에 양국 간에 논쟁이 이어졌다. 그러나 모두 협상 자리에서 수락 가능한 타협에 이르지 못했다. 1978년 경 베트남 지도부는 민주 캄보디아 크메르루주 정권을 중국을 가까이하고, 베트남에 반감을 가지고 있다고 간주하고 제거하기로 결정했다. 1978년 12월 25일, 베트남 군 15만 명이 민주 캄보디아를 침공하여, 약 2주만에 캄푸치아 혁명군을 섬멸했다. 1979년 1월 8일 베트남 캄푸치아 인민공화국 (PRK)이 프놈펜에서 조직되어 수십 년에 걸친 베트남 점령이 시작되었다. 이 시기 크메르 루주가 이끄는 민주 캄보디아, 몇 개의 무장 저항 집단이 베트남 점령에 저항하기 위해 결성되었지만, 여전히 유엔에서 캄푸치아의 합법적인 정권으로 인정 받고 있었다. 그 뒤에서 PRK의 훈센 총리는 평화 협상을 시작하기 위하여, 민주 캄보디아 연합정부(CGDK)의 각파에 접근했다. 국제 사회의 강력한 외교적 압력과 경제 압력을 받고, 베트남 정부는 일련의 경제 개혁과 외교 정책의 개혁을 실시하여, 1989년 9월에 캄보디아에서 철수하게 되었다.
1990년에 열린 제 3회 자카르타 비공식 회의에서 오스트레일리아 주도하는 캄보디아 평화 계획 아래 CGDK과 PRK의 임무는 최고 국민 평의회 (SNC)로 알려진 통일 정권을 수립하고, 힘을 합치기로 합의했다. SNC의 역할은 유엔이 캄보디아 잠정 통치기구(UNTAC)를 통해 캄보디아 정부가 평화적이고 민주적인 과정을 통해 인민에 의해 선출 때까지 캄보디아 국내의 정책을 관리하는 것을 임무로 하는 것이었다. 하지만 SNC는 국제 사회에서 캄보디아를 대표하게 되었다. 크메르 루주 지도부는 총선에 불참하겠다고 결정했기 때문에, 캄보디아의 평화의 길은 난항이 분명했다. 그들은 참여 대신 유엔 평화유지군에 군사 공격을 했고, 베트남계 주민을 살해하여 선거 운동을 분쇄하는 길을 선택했다. 1993년 5월 시아누크의 펑신펙 당은 총선에서 승리하여 캄보디아 인민당(CPP)을 이겼다. 그러나 CPP 지도부는 패배를 인정하지 않았고, CPP의 표 대부분이 쏠려있던 캄보디아 동부 주를 캄보디아에서 분리한다고 발표했다. 그러자 이러한 분리가 현실화되는 것을 막기 위해 펑신펙 당 지도자 노로돔 라나리드는 CPP과의 연립 정권을 수립하기로 합의했다. 직후 입헌군주제가 부활했고, 크메르 루주는 신생 캄보디아 정부에서 불법화되었다.

## 배경

### 베트남-캄보디아 관계
베트남은 13세기 앙코르 문명과 대략 같은 시기에 캄보디아에 영향을 미치기 시작했다. 그 영향은 간접적으로 점차 확대되어 가다가 19세기 전반 베트남의 직접 지배에 이르기까지 계속되었다. 1813년 낙 온 장이 베트남의 도움을 받아 캄보디아 왕위에 오르자, 그 지배 하에 캄보디아 보호국이 되었다 (Ibid). 1834년에 낙 온 찬이 죽자, 베트남은 캄보디아를 식민지로, 캄보디아는 베트남 당국의 밑에 지배를 받아 베트남의 현이 되었다.1830년대 베트남은 중국보다 인도차이나 지역의 사회와 옷, 종교에서 유래하는 크메르 문화를 말살하려 했다. 이후 캄보디아 남부의 원뿔 지역 대부분(사이공 과 메콩 델타 , 테이닌에 해당하는 지역)을 강제로 이양하는 상황에서 프랑스의 식민지가 되었지만, 이 시기에서도 베트남이 지배하는 상황이 계속되었다. 이후 이 지역을 복구하는 시도는 베트남 침공에 앞서 크메르루주 정권에 의해 행해진 국경 침입으로 정당화되었다.

### 공산주의의 부상
캄보디아와 베트남의 공산주의 운동은 제2차 세계 대전에 앞서 원래는 인도차이나 반도에서 프랑스의 식민지 지배와 싸우는 것을 내건 인도차이나 공산당 (ICP)의 설립과 함께 시작되었다. 1941년 (일반적으로 별명 호치민으로 알려진) 응우옌 아이꾸옥은 베트남 독립 동맹회(베트민)를 발족했다. 제2차 세계 대전의 끝에 일본이 패배하자, 이때 프랑스에 대한 제1차 인도차이나 전쟁이 시작되었다. 이 시기의 베트남 군은 무기와 식량, 부대 수송에 종종 캄보디아를 이용했다. 한편, 베트남 공산당은 남베트남을 공격하는 수송로나 디딤돌로서 캄보디아를 이용했다. 1951년, 베트남은 분리된 캄보디아 공산당(캄보디아 인민당(KPRP))의 설립을 지도하고 독립을 추구하기 위해 캄보디아의 민족주의적 분리주의 운동 크메르 세레이와 공투했다. 프랑스의 지배를 종식하기 위한 협상이었던 1954년 제네바 협약에 따라 신생 공산주의 국가인 북베트남은 캄보디아에서 베트민 병사와 간부를 모두 끌어 올렸다. 그런데 KPRP가 그 지도하에 주로 베트남과 캄보디아인에 의해 조직되었기 때문에 약 5,000 명의 공산당 간부가 행동을 같이했다.<ref name="Morris, p. 93">
베트남이 떠난 캄보디아 좌익은 공백 상태가 생겼다. 곧 그 대부분은 프랑스에서 공산주의 교육을 받은 젊은 혁명가 집단이 귀국해 그 자리를 메꾸었다. 1960년 KPRP는 캄푸치아 공산당(KCP)으로 개칭하고 이 명칭은 KCP를 기념하는 ‘진정한’ 시대로 폴 포트 및 이엥 사리, 키우 삼판 주변에 형성된 다수파 연합에 의해 채택되었다. 이 파벌은 크메르루주의 근원이 되었으며, 모택동주의에 가장 영향을 받은 공산당 지부의 모체가 되었다.

### 민주 캄보디아와 크메르루주
크메르루주 정권은 수수께끼에 싸인 용어 ‘안카루’("조직")을 채택하고 1977년까지 지도부의 진용을 갖췄다. 공식적인 국가 원수는 키우 삼판이었지만, 당을 지배하는 두 사람은 폴 포트와 이엔 사리였다. 크메르 루주의 궁극적인 목표는 캄보디아 국가의 구조를 없애는데 있었고 자본가를 봉건주의자로 간주하고 토지 소유자와 제국주의자 쌍방의 의제에 대해 논의했다. 그 과정에서 유일하게 노농자 계급을 기초로 한 무산계급 사회를 만들기를 원했다. 크메르루주의 급진적인 사상과 목적은 대중과 상반되는 개념이었다. 사실 사회주의 혁명은 완전히라고 말해도 좋을 정도로 대중에게 호소력이 없었다. 이 혁명은 초국가주의적 주장과 억압적이고 잔인한 통치를 가진 폴 포트들의 간부를 낳았으며, 캄보디아에 대한 부족한 지배력을 유지하기 위해 베트남을 악으로 몰아갈 수 밖에 없었다.
1970년 ~ 1975년까지 5년에 이르는 크메르루주의 반란으로, 그들과 중국과의 긴장 관계가 생겨 크메르루주에 대한 북베트남의 지원은 최종적인 승리를 위해서 불가결한 것이었다. 그러나 베트남 전쟁이 끝나기 전에 크메르 루주와(미국이 지원하는 론 놀이 국가원수가 되었던 정권으로부터, 권력을 강탈하는 과정에 대해) 베트남의 관계는 긴박한 것이었다. 베트남 공산당과 크메르 루주군의 충돌은 1974년에는 이미 시작되어 있고, 다음 해 폴 포트는 크메르 루주와 중국의 ‘우호 관계’를 성문화한 조약에 서명을 하였다.

## 외교와 군사행동

### 1975년~1976년: 전투에서 우호관계 구축
1975년 4월에 베트남 전쟁이 끝나면서 곧바로 베트남과 캄보디아 사이에서 새로운 분쟁이 일어났다. 이전 북베트남과 크메르 루주는 서로 공존공영의 관계로 함께 싸우고 있었다. 그러나 신생 캄보디아는 베트남 공산당이 인도차이나 연방을 만드는 꿈을 결코 포기하지 않을 것이라고 생각하고, 큰 의심의 눈으로 북베트남을 계속보고 있었다. 따라서 캄보디아 정부는 1975년에 프놈펜을 함락시키면 곧바로, 캄보디아 영토에서 북베트남 군의 제거를 하기로 결정했다. 양국 간 최초의 대규모 전투는 1975년 5월 1일로 캄보디아 혁명군은 캄보디아 령의 일부라고 주장하면서 베트남 푸꾸옥섬을 침공하면서 일어났다.
9일 후인 1975년 5월 10일 캄보디아 군은 토챠우를 함락시키고, 침공을 계속하여 그곳에서 베트남 시민 500명을 처형했다. 베트남 군은 즉각 반격에 나서 푸꾸옥섬과 토차우에서 캄보디아 군을 쫓아냈다. 뿐만 아니라 캄보디아 포우로와이 섬을 침공하여 캄보디아의 군사행동에 보복을 가했다. 1975년 6월, 하노이를 방문한 캄보디아의 지도자 폴 포트는 베트남과 캄보디아가 우호 조약을 맺고, 국경 문제에 관한 토의를 시작하자고 제안했다. 그러나 이 제안은 실현되지 못했으며, 캄보디아는 베트남이 두 가지 제안을 거부했다고 주장했다. 1975년 8월 베트남은 포우로와이 섬을 캄보디아에 반환하고, 공식적으로 캄보디아에 영유권이 있다는 것을 인정했다.
이 사건으로 양국은 축하 메시지를 주고받고, 상호 방문을 통해 외교 관계를 복구하려 했다. 1976년 4월 17일, 베트남 지도부는 키우 삼판과 누온 찌어, 그리고 폴 포트가 각각 국가 주석, 인민 대의원 의장, 캄보디아 총리로 선출되자 축하메시지를 보냈다. 또한 베트남은 1976년 2월에 씨엠립을 “미국이 폭격했다”고 주장하고 이를 통해 이 사건을 캄보디아가 조작했다고 주장하는 견해를 확고히 했다. 1976년 6월 이것에 대해 캄보디아 지도부는 미국이 지원하는 정권이 붕괴하고 나서 남베트남을 통치하고 있던 남베트남 공화국에 건국 7주년을 축하 메시지를 보냈다.
1976년 7월, 재통일 국가로서 베트남 사회주의 공화국이 건국되면서, 프놈펜 라디오는 “민주 캄보디아 인민과 베트남 사회주의 공화국 인민의 전투적 연대와 우호는 끊임 없이 활기로 가득 차 꺽이지 않을 관계로 발전하고 있다”라고 선언하는 코멘트를 방송하였다. 그러나 같은 달, 폴 포트 수상은 공적인 자리에서 양국의 관계에 ‘장애와 곤란’이 있다고 베트남 미디어 대표단에 말해, 베트남과 캄보디아의 긴장 관계를 고조시켰다. 그럼에도 불구하고 1976년 9월 21일, 하노이나 호치민 시와 프놈펜을 연결하는 최초의 항공로가 개설되었다. 1976년 12월, 캄보디아 혁명 조직은 베트남 공산당에 제4차 전당대회 개최에 축하메시지를 보냈다.

### 1977년: 전쟁으로 발전
1976년 연말 베트남과 캄보디아는 공식적으로 상호 관계를 개선하려는 것처럼 보였지만, 양국 지도부는 서로에 대한 불신을 가지고 있었다. 베트남의 입장에서는 자신들이야말로 동남아의 ‘진정한’ 마르크스 레닌주의 혁명의 지원자이며, 캄보디아와 라오스에 대한 지배를 하는 것은 필수적일 수 밖에 없었다. 물론, 그것이 북베트남이 론놀 정권과 싸우는 크메르 루주를 지원한 이유였다. 베트남, 캄보디아의 공산주의자들이 파테이트 라오와 같이 승리할 경우 친베트남 노선을 채택할 것이라는 희망에 따라 지원을 하고 있었다. 그러나 크메르 루주는 통치 지역에서 활동하는 북베트남 군 부대는 동맹군에게 무장 공격을 당했고, 이미 1973년에는 그 희망이 분쇄되었다. 캄보디아 공산당의 친베트남 인사가 배제되어 캄보디아에서 베트남의 입장은 전후 더욱 약화되었다.
그래서 1976년 9월 친중국계 폴 포트와 의형제 이엥 사리가 총리와 외무 장관을 사임하자, 베트남의 팜반동 총리와 레주언 공산당 서기장은 베트남이 캄보디아에서 영향력을 확산할 것으로 낙관했다. 1976년 11월 16일 소련의 주 베트남 대사와의 사적 간담회에서 레주언은 이엥 사리와 폴 포트 두 사람을 친중국 성향의 ‘나쁜 놈들’이라고 비난을 하였다. 그 당시 레주언은 누온 치어가 폴 포트 대신 민주 캄보디아 총리가 되면, 자신이 친베트남계 인물이기 때문에 베트남은 그를 통해 영향력을 행사할 수 있음을 확인했다. 그러나 이후 몇 달 뒤에 일어난 사건으로 레주언은 누온 치어에 대한 평가가 잘못되었음을 인정하게 된다.
한편 프놈펜의 캄보디아 지도부는 캄보디아에 대한 베트남의 역사적 우월로 인해 베트남 지도부에 대한 혐오와 공포감이 늘어나고 있었다. 캄보디아 입장에서 보면 인도차이나에서 베트남의 전략은 베트남에서 훈련된 공산당원이 캄보디아 공산당과 라오스 공산당의 일부가 되어 지배력을 확대하는 것이었다. 따라서 북베트남에서 훈련을 받은 최초의 크메르 루주 당원들이 캄보디아에 귀국하자 곧바로 당에서 숙청되었다. 론놀 정권이 패배한 이후 폴 포트는 소련과 베트남에 영향을 받은 사람들을 당과 민주 캄보디아 정부에서 계속 숙청했다. 이 때, 전쟁에서 "미국 제국주의"를 자력으로 격파했다고 주장하던 크메르 루주 지도부에는 승리 지상주의가 만연했고, 이러한 배경에서 민주 캄보디아는 베트남에 대한 전쟁을 시작했다.
캄푸치아 혁명군이 베트남에 대한 전쟁을 준비하고 있을 때, 베트남의 국영 미디어는 1977년 4월 17일 민주 캄보디아 정부 창립 2주년 기념 축하 메시지를 보냈다. 1977년 4월 30일 사이공 함락 2주년에 캄보디아는 베트남 안장 성과 차우독에 군사 공격 형태로 응답하여, 베트남 시민 수백명을 살해했다. 베트남 인민군은 캄보디아 공격 지점으로 부대를 이동시키면서, 1977년 6월 7일, 베트남은 미결 문제를 토의하기 위한 고위급 협의를 제안했다. 1977년 6월 18일 캄보디아 정부는 베트남이 분쟁 지역에서 전 부대를 철수하고 적대 세력 사이에 비무장 지대를 만들어야 한다고 응답했다.
제안이 상호 거부되자 캄보디아 혁명군은 국경을 넘어 베트남 마을을 공격하는 병사를 계속 보냈다. 1977년 9월, 캄보디아 포병대는 국경 베트남 전체 마을을 포격하였고, 동탑 성의 여섯 마을을 캄보디아 보병으로 점령하였다. 직후 캄보디아 혁명군 6개 사단이 타이닌 성에서 10km 정도 침입하여 그곳에서 1,000명 이상의 베트남 민간인을 살해하였다. 캄보디아 대규모 침공에 분노한 베트남 인민군은 약 6만명으로 구성된 8개 사단을 소집하여 캄보디아에 대한 보복 공격을 시작했다. 1977년 12월 16일 베트남 인민 공군의 소부대의 지원을 받은 베트남 사단은 캄보디아 정부를 협상 테이블에 끌어내려는 목적으로 국경을 넘었다.
막상 전투가 시작되자, 캄보디아의 전투 부대는 베트남 군에 의해 곧장 점령지를 잃었다. 1977년 12월 말에 베트남은 캄보디아에 대한 명백한 승리를 거뒀다. 이 과정에서 베트남군이 스바이리엥 주로 진격하였고, 수도는 단기간 머물렀다. 베트남의 보복은 잔인했지만, 캄보디아 정부군은 반격을 계속 했다. 1977년 12월 31일 키우 삼판은 "민주 캄푸치아의 거룩한 영역"에서 베트남 군이 철수할 때까지 캄보디아 정부는 "일시적으로" 베트남과 단교한다는 성명을 발표했다. 1978년 1월 6일 베트남 사단은 프놈펜에서 불과 38 km 지점에 있었는데, 베트남 정부는 캄보디아를 협상 테이블로 끌어낸다는 자신의 정치적 목적을 달성하지 못했기 때문에, 캄보디아에서 철수를 결정했다. 철수 시 베트남 군은 후 지도자 훈센을 포함한 수십명의 포로와 난민도 철수시켰다.

### 1978년: 정권 교체 준비
베트남의 무력 행사가 가라앉자, 캄보디아 정부는 베트남이 철군하자 1975년 4월 17일 ‘미국 제국주의의 패배’와 똑같이 민주 캄보디아가 대승을 거두었다고 자찬했다. 뿐만 아니라 그들은 1월 6일 합병주의자들에 대한 승리로, 베트남 침략군들이 자신들에게 우리 국민과 국가, 캄보디아 공산당과 캄보디아 혁명군의 힘, 인민 전쟁에 대한 당의 노선에 더 큰 자신감을 주었다고 주장했다. 또한 캄보디아 지도부는 한명의 캄보디아군은 30명의 베트남군과 똑같다. 그래서 캄보디아가 800만 인구 중 200만 대군을 일으킨다면, 베트남 인구 5,000만명을 쓸어버리고도 600만명이 남을 것이라고 주장했다. 실제로 캄보디아 지도부들은 단순히 자국과 베트남에서의 인구 상태를 무시하고 있었다. 베트남인들은 가난해도 신체적 조건이 양호했지만, 캄보디아인들은 수년간의 노동과 기아, 질병으로 인해 신체적으로, 정신적으로 지쳐 있었다.

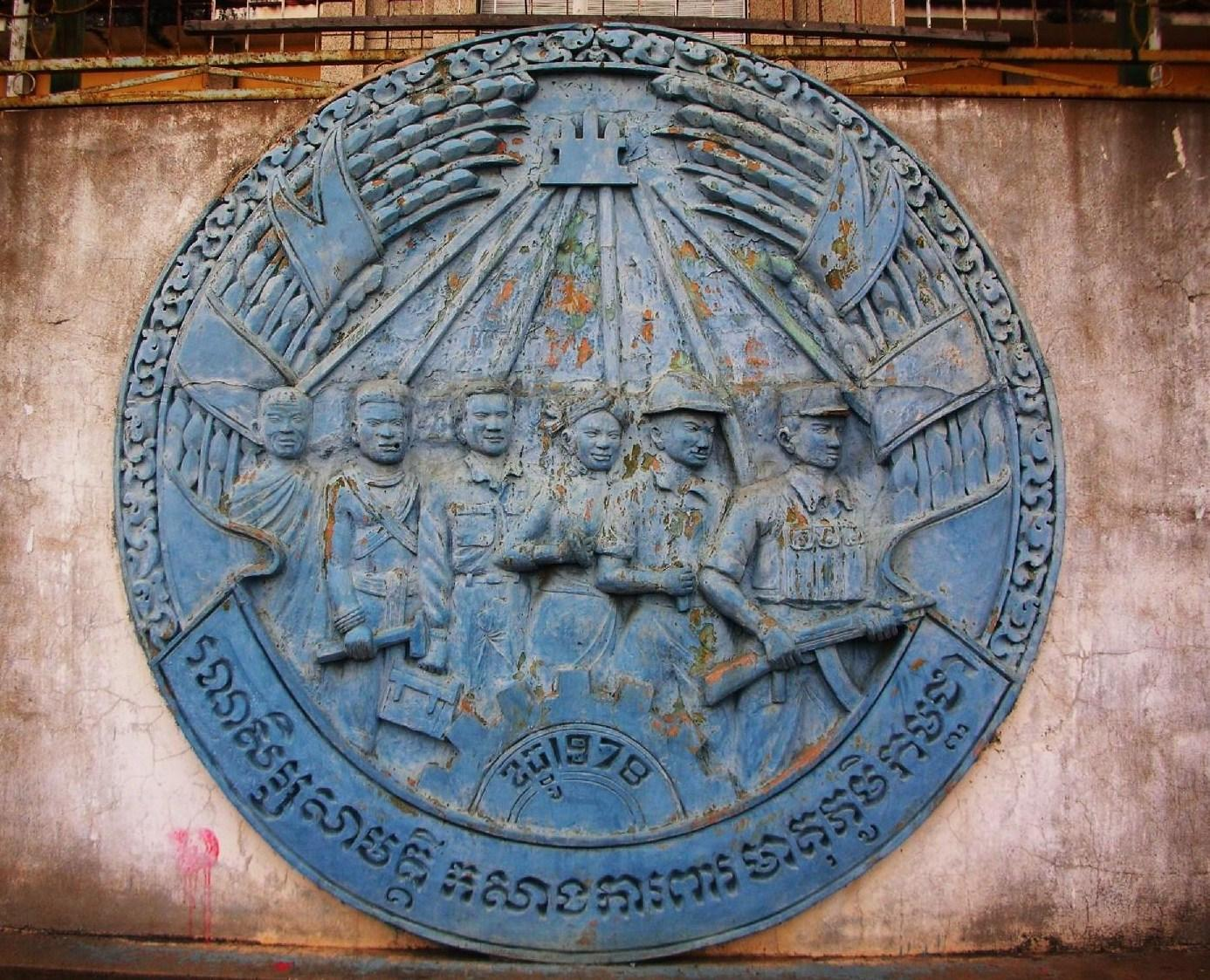
캄푸차 연합 전선의 상징

## 같이 보기
- 베트남 전쟁
- 중월전쟁

## 참조

### 인용
1. ↑  Morris, p. 103
2. 1 2  SIPRI Yearbook: Stockholm International Peace Research Institute
3. ↑  Khoo, p. 127
4. ↑  Rummel, Rudolph J.: China's Bloody Century : Genocide and Mass Murder Since 1900 (1991); Lethal Politics : Soviet Genocide and Mass Murder Since 1917 (1990); Democide : Nazi Genocide and Mass Murder (1992); Death By Government (1994), http://www2.hawaii.edu/~rummel/welcome.html.
5. ↑  Thu-Huong, 6쪽.
6. ↑  Morris, 25쪽.
7. ↑  SarDesai, 7쪽.
8. ↑  Morris, 32쪽.
9. ↑  Young, 305쪽.
10. ↑  Morris, 93쪽.
11. ↑  Jackson, 246쪽.
12. ↑  Jackson, 250쪽.
13. ↑  Kiernan, 188쪽.
14. ↑  Etcheson, 125쪽.
15. ↑  Young, 312쪽.
16. ↑  Jackson, 244쪽.
17. ↑  SarDesei, 124쪽.
18. ↑  Van der Kroef, 29쪽.
19. 1 2 3  Farrel, 195쪽.
20. ↑  Morris, 95쪽.
21. ↑  Morris, 94쪽.
22. 1 2  Morris, 96쪽.
23. 1 2  Morris, 98쪽.
24. ↑  O’Dowd, 36쪽.
25. 1 2 3  O'Dowd, 37쪽.
26. 1 2  Morris, 102쪽.
27. 1 2  Morris, 103쪽.
28. ↑  Morris, 104쪽.